# Agama cornii
Agama cornii е вид влечуго от семейство Агамови (Agamidae).

## Разпространение
Този вид е разпространен в Еритрея и Етиопия.